# Georg Simon Ohm
Georg Simon Ohm (n. 16 martie 1789, Erlangen, Principatul Beyreuth⁠(d) – d. 6 iulie 1854, München, Regatul Bavariei) a fost un fizician și educator german. Încă de la începutul carierei sale didactice, ca profesor de liceu, Ohm a studiat pila voltaică inventată de contele italian Alessandro Volta. Folosind echipament creat de el însuși, fizicianul german a descoperit proporționalitatea dintre diferența de potențial electric, intensitatea curentului electric și rezistența electrică ce a devenit cunoscută în lumea științifică începând cu 1826 ca legea conducției electrice, dar mai ales ca legea lui Ohm.
Ulterior, devenit profesor la Universitatea din Nürnberg, Ohm a adus și alte contribuții la dezvoltarea fizicii, dintre care legea acustică Ohm, propusă în 1843, cunoscută ca teoria sirenelor, și interferența luminii polarizate în cristale (1854) sunt cele mai semnificative.
Printre multe contribuții remarcabile, trebuie menționate definirea cu adevărat științifică a fenomenelor electrocinetice, compararea curentului electric cu debitul unui fluid, a diferenței de potențial ca o diferență de nivel și definirea exactă a sarcinii electrice, a intensității curentului electric și a tensiunii electromotoare.
Georg Simon Ohm a rămas cunoscut în fizică și datorită faptului că unitatea de măsură a rezistenței electrice îi poartă numele, numindu-se ohm.

## Legături externe
- O'Connor, John J.; Robertson, Edmund F., „Georg Simon Ohm”, MacTutor History of Mathematics archive, University of St Andrews.
- „Ohm, Georg Simon”. The American Cyclopædia. 1879.